# Ataques a Quinxassa em dezembro de 2013
Os ataques em Quinxassa, capital da República Democrática do Congo, foram lançados por partidários do líder religioso Paul Joseph Mukungubila contra estúdios de televisão, o aeroporto e uma base militar na capital em 30 de dezembro de 2013. As forças de segurança do Estado responderam, matando cerca de 54 dos atacantes. Outros 47 de partidários de Mukungubila foram mortos em confrontos separados nas cidades de Lubumbashi e Coluezi e cerca de 100 pessoas foram presas.

## Ataques
Ataques por homens armados com facas foram feitos contra os estúdios da emissora estatal, o Aeroporto Internacional de N'djili e o Campo Militar Coronel Tshatshi a cerca de 07:00 do horário local. O líder religioso e ex-candidato presidencial Paul Joseph Mukungubila assumiu a responsabilidade pela violência. Um coronel do exército foi morto durante combates na base militar, mas o ministro da Informação, Lambert Mende, afirmou que o governo iria manter a ordem "a qualquer preço" e que não havia nenhuma possibilidade de os atacantes "manter as suas posições, mesmo por uma hora." Mende afirmou que 54 dos agressores tinham sido mortos. Um trabalhador civil congolês das Nações Unidas pelo programa MONUSCO foi ferido por tiros no aeroporto.
Os homens de Mukungubila forçaram dois dos membros da equipe da emissora a ler uma declaração política criticando o presidente Joseph Kabila na televisão. A declaração dizia que "Gideon Mukungubila surgiu para livrá-los da escravidão de Ruanda", uma aparente referência à instalação do pai de Kabila como presidente por tropas apoiadas por Ruanda em uma rebelião de 1996-1997. O governo conseguiu encerrar as transmissões.

## Consequências
Mukungubila negou que estava lançando um golpe de Estado e declarou que a violência foi em resposta ao assédio do governo aos seus seguidores. Em resposta pelos ataques da polícia e postos de controle militares serem estabelecidos em toda Quinxassa. Uma troca de tiros entre forças de segurança e homens armados em Lubumbashi na província de Catanga foi inicialmente dita ser provocada por um programa de desarmamento e não relacionado com os ataques em Quinxassa. No entanto mais tarde fontes afirmaram que os combates de Lubumbashi ocorreram quando as forças de segurança atacaram uma igreja ligada a Mukungubila, matando 45 pessoas. Foram realizadas uma série de prisões em Lubumbashi. Adicionalmente, uma pessoa morreu em um incidente relacionado em Coluezi.
Os rebeldes Mai Mai também tomaram o aeroporto de Quindu, província de Maniema, antes de serem rechaçados pela ONU e forças governamentais no mesmo dia, porém não se sabe se isso estava relacionado com os acontecimentos em Quinxassa. Um mandado foi emitido pelo governo congolês para a prisão de Mukungubila.